# Adia asiatica
Adia asiatica är en tvåvingeart som beskrevs av Fan 1988. Adia asiatica ingår i släktet Adia och familjen blomsterflugor. Inga underarter finns listade i Catalogue of Life.